# ناحیه دورام، شهرستان هنکاک، ایلینوی
ناحیه دورام (به انگلیسی: Durham Township) یک منطقهٔ مسکونی در ایالات متحده آمریکا است که در شهرستان هنکاک، ایلینوی واقع شده‌است. ناحیه دورام ۱۹۸ متر بالاتر از سطح دریا واقع شده‌است.